# Swinthila nyugati gót király
Swinthila, más írásmóddal Svinthila, Suinthila (588 – 633) nyugati gót király 621-től 631-ig.
A jeles hadvezér kiűzte a görögöket Algarbiából és ekként az országot kormánybotja alatt egyesítette. Ám a papság segítségével megbuktatta Septimania grófja, Sisenand.